# Modus operandi
Modus operandi (сокр. M. O.) — латинская фраза, которая обычно переводится как «образ действия» и обозначает привычный для человека способ выполнения определённой задачи. Данное выражение особенно часто используется в криминалистике для указания на типичный способ совершения преступлений данным преступником или преступной группой, служит основой для составления психологического профиля преступника.
Вне юридического и криминалистического контекста словосочетание также может использоваться для описания чьих-либо поведенческих привычек, манеры работы, способа выполнения тех или иных действий.